# Leptanilla australis
Leptanilla australis är en myrart som beskrevs av Baroni Urbani 1977. Leptanilla australis ingår i släktet Leptanilla och familjen myror. Inga underarter finns listade i Catalogue of Life.